# Verrucaria deversa
Verrucaria deversa är en lavart som beskrevs av Edvard(Edward) August Vainio. Verrucaria deversa ingår i släktet Verrucaria, och familjen Verrucariaceae. Enligt den finländska rödlistan är arten nära hotad i Finland. Arten är reproducerande i Sverige. Artens livsmiljö är kalkstensklippor och kalkbrott, inklusive bar kalkjord.